# Siège de Mons (1572)
 (novembre 2018).
Si vous disposez d'ouvrages ou d'articles de référence ou si vous connaissez des sites web de qualité traitant du thème abordé ici, merci de compléter l'article en donnant les références utiles à sa vérifiabilité et en les liant à la section « Notes et références ».
Pour les articles homonymes, voir Siège de Mons.
Guerre de Quatre-Vingts Ans
Batailles
- Chronologie de la guerre de Quatre-Vingts Ans
- Valenciennes
- Austruweel
- Rheindalen
- Heiligerlee
- Jemmingen
- Jodoigne
- Brielle
- 1er Flessingue
- Malines
- Goes
- Mons
- Haarlem
- 2e Flessingue
- Borsele
- Zuiderzee
- Alkmaar
- Leyde
- Reimerswaal
- Mook
- Lillo
- Zierikzee
- 1er Anvers
- 1er Bréda
- Gembloux
- Rijmenam
- 1er Deventer
- Maastricht
- 2e Bréda
- Açores
- 2e Anvers
- 3e Anvers
- Boksum
- Zutphen
- 1er Berg-op-Zoom
- Gravelines
- 3e Bréda
- 2e Deventer
- Groningue
- Huy
- 1er Groenlo1
- 2e Groenlo
- Turnhout
- Nieuport
- Ostende
- L'Écluse
- 3e Groenlo
- Saint-Vincent
- Gibraltar
- Saint-Vincent (1621)
- 2e Berg-op-Zoom
- 4e Bréda
- 4e Groenlo
- Matanzas
- Bois-le-Duc
- Abrolhos
- Slaak
- Maastricht
- 5e Bréda
- Cabañas
- Calloo
- Les Downs
- Saint-Vincent (1641)
- Hulst
- Cavite

Le siège de Mons est un épisode de la guerre de Quatre-Vingts Ans. Au printemps 1572, la cité de Mons est prise par surprise par les troupes des États-Généraux et des huguenots français emmenés par Louis de Nassau. Les tercios espagnols de Ferdinand Alvare de Tolède, IIIe duc d'Albe, après avoir assiégé la cité et mis en déroute les forces de Guillaume d'Orange qui tentaient de la secourir, obtinrent sa reddition. La capture temporaire de Mons permit de dégager les provinces insurgées de Hollande et de Zélande.

## Prise de Mons

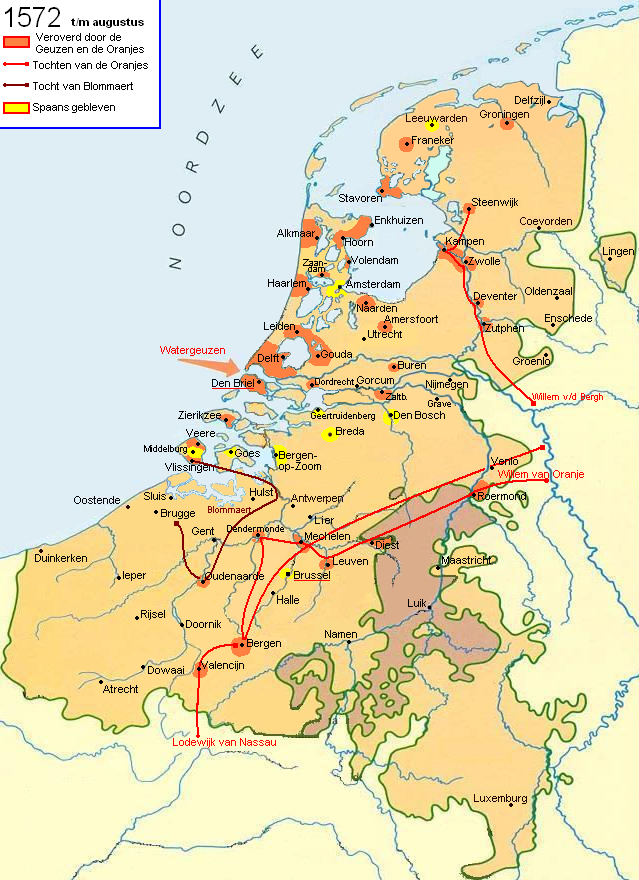
Situation des Pays-Bas en août 1572.

Le 23 mai 1572, Louis de Nassau arriva à Mons accompagné de M. de Genlis, de 1 000 soldats d'infanterie et de 500 cavaliers, qui campèrent aux environs de la cité. Après avoir repéré les horaires d'ouverture des portes de Mons, le jour suivant, une avant-garde de 12 hommes s'introduisit en ville pour ouvrir les portes. 50 dragons avec Louis de Nassau à leur tête pénétrèrent dans la cité aux cris de « Orange, Orange, Liberté, Liberté ». Ils furent suivis par le gros de l'armée qui vint à bout de la garnison espagnole et prirent le contrôle de la cité. Trois jours plus tard arrivèrent 2 000 soldats français et quelques jours plus tard le comte de Montgomery avec 1 300 hommes d'infanterie et 1 200 cavaliers. Louis de Nassau s'adressa à la population : les catholiques romains n'ont rien à craindre, la lutte est dirigée contre le duc d'Albe. Répondant à son appel, les propriétaires de fabriques de textile et de soie arment des compagnies à leurs frais et des troupes de volontaires composées en grande partie d’ouvriers lainiers sont rassemblées. Ferdinand Alvare de Tolède, gouverneur des Pays-Bas au nom de Philippe II d'Espagne, envoya son fils Don Fadrique avec 4 000 soldats des tercios espagnols, assiéger Mons. Pendant ce temps, Guillaume d'Orange avait recruté en Allemagne une armée de 14 000 soldats d'infanterie et 3 000 de cavalerie. Le 7 juillet, il passa le Rhin pour entrer aux Pays-Bas.

## La bataille de Saint-Ghislain
Jean d'Hangest, seigneur de Genlis,, envoyé en France par Louis de Nassau, revint à Mons avec une armée de 10 000 huguenots français. Les ordres de Louis de Nassau étaient que Genlis devait unir ses forces à celles de Guillaume d'Orange. À la mi-juillet, Genlis passa la frontière de la France et arriva à 10 km de Mons. Don Fadrique, averti de son arrivée, avança vers lui avec 4 000 soldats d'infanterie, 1 500 cavaliers et 3 000 habitants du lieu levés pour l'occasion. Les deux armées se rencontrèrent près de Saint-Ghislain, à Hautrage, au lieu-dit du "champ de l'alouette". Philippe de Noircarmes, au commandement de la cavalerie espagnole, chargea l'armée française, suivi par l'infanterie. Les huguenots furent totalement mis en déroute: Genlis fut fait prisonnier par Jacques de Baudrenghien, 1 200 français trouvèrent la mort lors de l'affrontement et le reste de l'armée fut dispersé; les jours suivants, beaucoup de ceux-ci furent assassinés par les habitants. Environ une centaine réussit à entrer dans Mons. Hadrien de Bergues, seigneur de Dolhain et amiral de la flotte des Gueux, fut tué dans les combats. Guillaume d'Orange avança à l'intérieur du pays pour secourir son frère. Le 23 juillet, après avoir pris Ruremonde, ses troupes se mutinèrent, refusant de le suivre en attendant que leurs soldes en retard leur soient payées. Le 27 août, ayant reçu les garanties de paiement de quelques cités de Hollande, ils traversèrent la Meuse, avançant vers Diest, Termonde, Audenarde et Nivelles.

## Le combat en « chemises »
Dans la nuit du 11 au 12 septembre, Julián Romero, militaire espagnol, pénétra dans le camp de Guillaume d'Orange à Hermigny à la tête de 600 arquebusiers, laissant en réserve, comme arrière-garde, un groupe équivalent ; parmi eux figuraient également des hallebardiers, ainsi que des unités de cavalerie légère, dans le but de protéger le retrait des forces d'attaque. Au cours de cet assaut moururent 600 rebelles contre seulement 60 espagnols, furent éventrés des centaines de chevaux et incendié et détruit une grande quantité du matériel des rebelles. Leur chef, Guillaume d'Orange a échappé de peu à la mort ; il a été sauvé par les aboiements de sa chienne épagneul qui dormait à son côté. On dit, qu'à partir de ce jour, il dormait toujours avec un animal de cette race à côté de lui.
Guillaume d'Orange se retira avec son armée vers Wronne, Nivelles, Malines et Orsoy ; il repassa la Meuse. Ses troupes, mutinées faute de paiement des soldes, se dispersèrent en direction de l'Allemagne. Guillaume repartit, quasi seul, vers la Hollande.

## Reddition de Mons

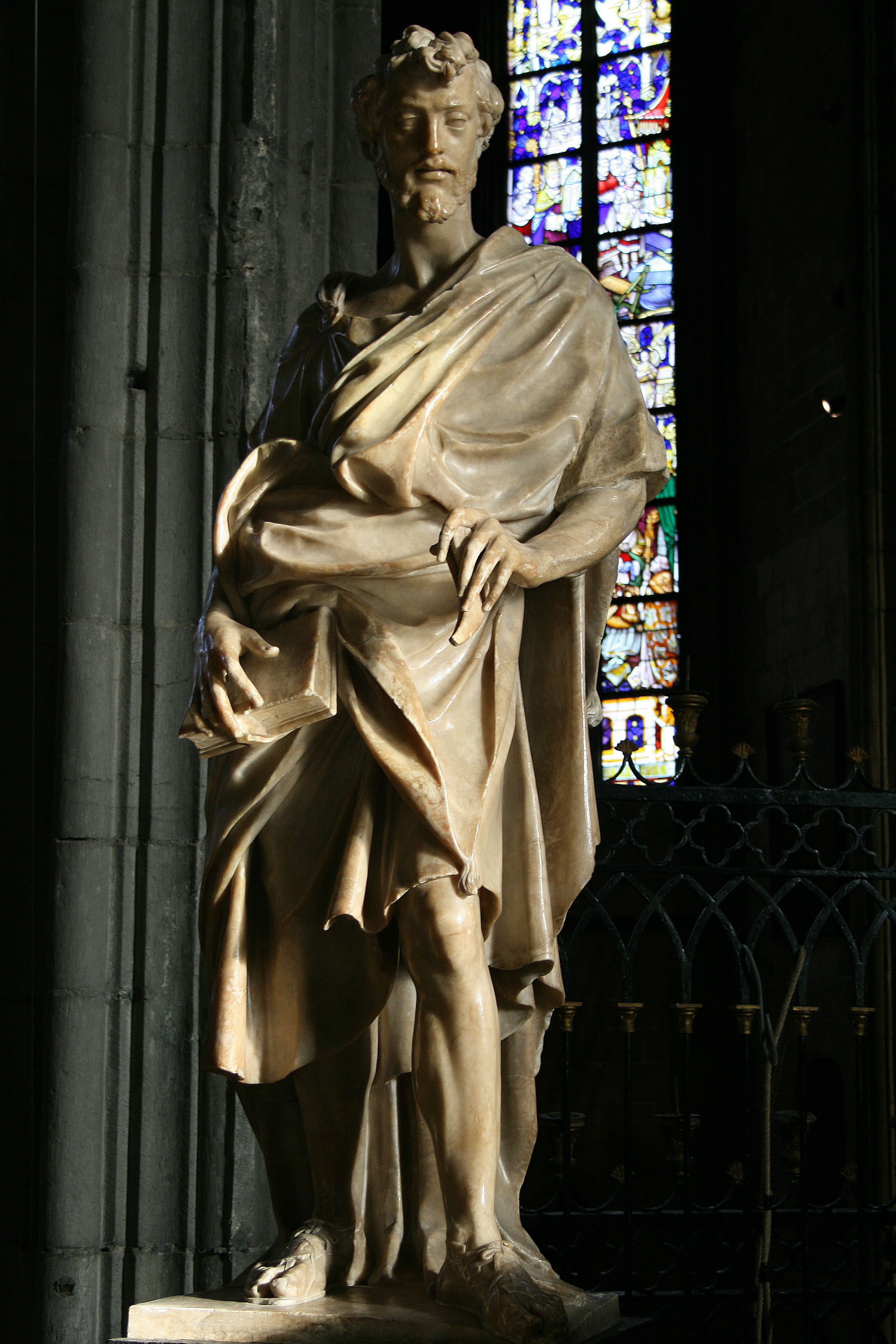
Le sculpteur réformé Jacques Du Broeucq ne doit sa vie qu'à l'intervention des chanoinesses ; mais il doit abjurer le protestantisme et, en pénitence, réaliser une statue de Saint Barthélémy pour la Collégiale Sainte-Waudru de Mons.

Après la déroute des huguenots français de Mos de Genlis et le retrait de l'armée de Guillaume d'Orange, Louis de Nassau se trouve isolé dans Mons; ses troupes, formées de huguenots français, se mutinent se sentant trahies par le roi de France en apprenant le massacre de la Saint-Barthélemy.
Le 19 septembre, François de La Noue pour les États-Généraux et Philippe de Noircarmes représentant les espagnols tombent d'accord sur les termes de la capitulation :
- La cité serait remise au duc d'Albe;
- Les soldats français stationnés à Mons, sortiraient avec leurs armes; ils devraient donner leur parole de ne pas affronter les rois de France ou d'Espagne (ce point ne s'appliquait pas à Louis de Nassau ni aux soldats anglais ou allemands);
- Les protestants montois et les personnes soulevées contre l'Espagne devraient abandonner la cité; il leur serait permis d'amener leurs biens;
- On échangerait les prisonniers faits durant le siège;
- On fournirait des moyens de transport et des provisions pour le départ des vaincus.

La cité est évacuée le 21 ; le 24, le duc d'Albe entre dans Mons et Philippe de Noircarmes, en tant que Gouverneur du Hainaut, assume le commandement de la cité. Du 15 décembre 1572 au 27 août 1573, ce dernier met en place un système de répression impitoyable : 69 personnes sont exécutées, dont 29 des principaux drapiers et fabricants de serge de la ville. Parmi les personnes poursuivies, figure le sculpteur Jacques Du Broeucq.

### Sources et bibliographie
- Emile CARLIER - Valenciennes et le Roi d'Espagne au XVIe siècle (1879), p. 275

- (es) Cet article est partiellement ou en totalité issu de l’article de Wikipédia en espagnol intitulé « Asedio de Mons (1572) » (voir la liste des auteurs).